# Alphabet méthodique de Jean Georges Stuber

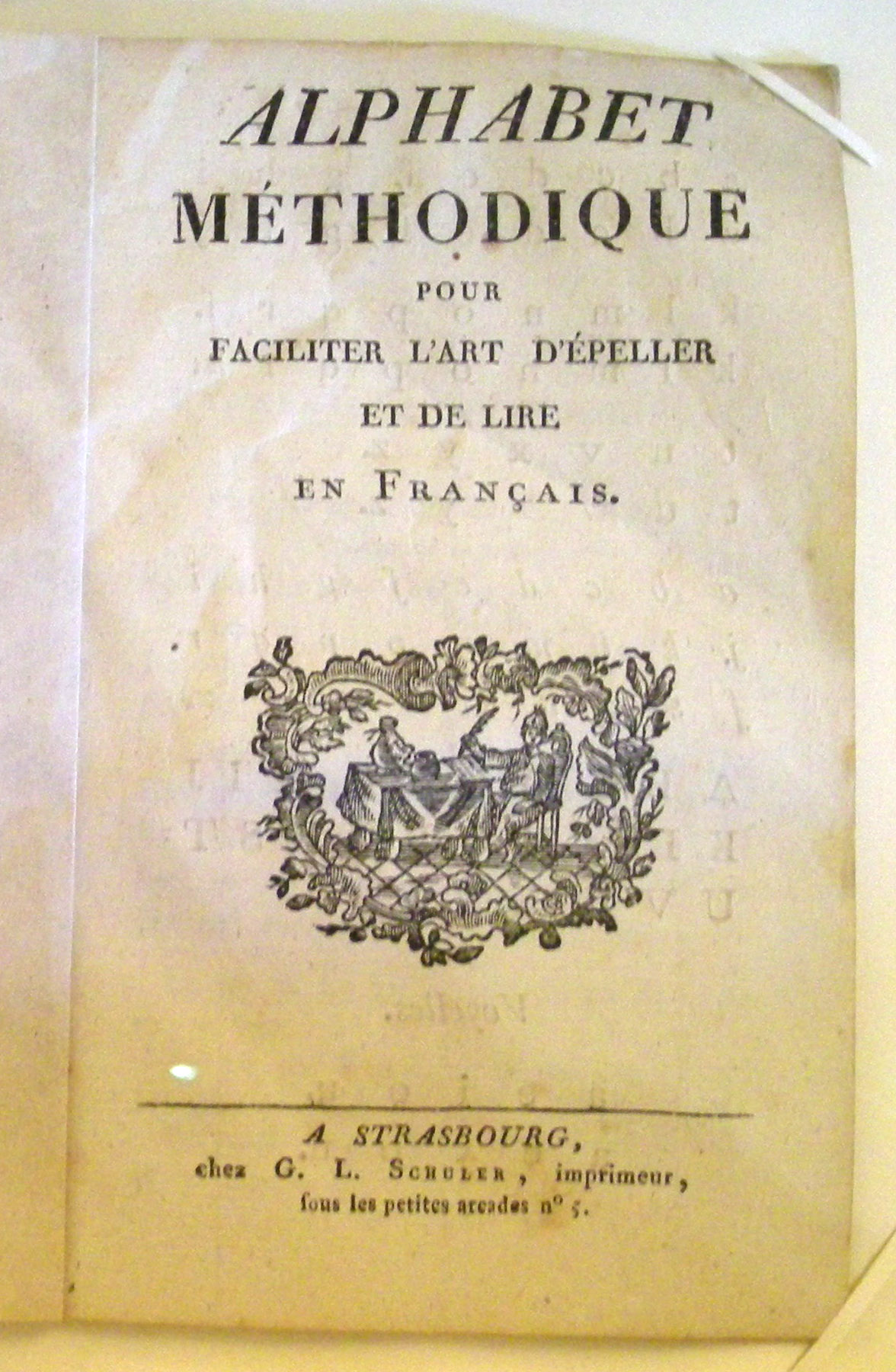
Première page de la méthode.

L’Alphabet méthodique de Jean-Georges Stuber est une méthode d'apprentissage de la lecture et de l'orthographe de langue française, publiée en 1762 par Jean-Georges Stuber, sous le titre entier d'Alphabet méthodique pour faciliter l'art d'épeler et de lire en français.
Cette méthode se veut à l'attention de tous, femmes comme hommes, adultes comme enfants, et propose un itinéraire didactique et pédagogique original vis-à-vis de son temps. L'ouvrage donne la part belle à la « prononciation naturelle » des syllabes, et en premier lieu des voyelles du français, pour ensuite y ajouter les « prononciations artificielles », soit celles où la correspondance entre la graphie et les sons élémentaires et réguliers des lettres est la moins importante. 
Il est à noter que cette première pierre de l'apprentissage facilité du français offre également au lecteur contemporain une description phonologique détaillée de la langue française du XVIIIe siècle.

## Description
L’alphabet méthodique de Jean-Georges Stuber s'ouvre par la découverte des lettres de l'alphabet (telles des notes de musique), sous les différentes formes auxquelles se trouvera confronté le futur lecteur ; entrée classique à la différence que les élèves ne s'y attardent pas.

### Point de départ
Sont d'abord présentées les minuscules. Jean-Georges Stuber prend soin d'isoler dès le départ les difficultés pouvant être rencontrées.
- Les lettres sont réparties sur deux lignes afin d'isoler visuellement la difficulté ; il attire  d'emblée l'attention (en fin de ligne) sur le i et le j (qui se prononce ji, ce qui est source de confusion pour les élèves),
- De même pour les deux lignes suivantes isolant les différentes formes graphiques de la lettre s en usage au 18e,
- Puis le v et le w (qui a plusieurs façons de se prononcer, mais pas celle de son appellation, qui ne correspond qu'à sa graphie, d'où la pertinence de la présentation.

### Typographie
Les blancs tournants entre[style à revoir] les différentes lettres facilitent la mémorisation, les difficultés sont repérées dans l'espace (le j sous le i etc.) Stuber semble souhaiter que l'œil sans fatigue aille directement à l'essentiel. Viennent ensuite les mêmes lettres minuscules en italique. Il présente ici les deux formes distinctes du « s » à la suite.  La première fois la difficulté a été présentée verticalement, la seconde elle l'est horizontalement, cette répétition favorise de nouveau la mémorisation. 

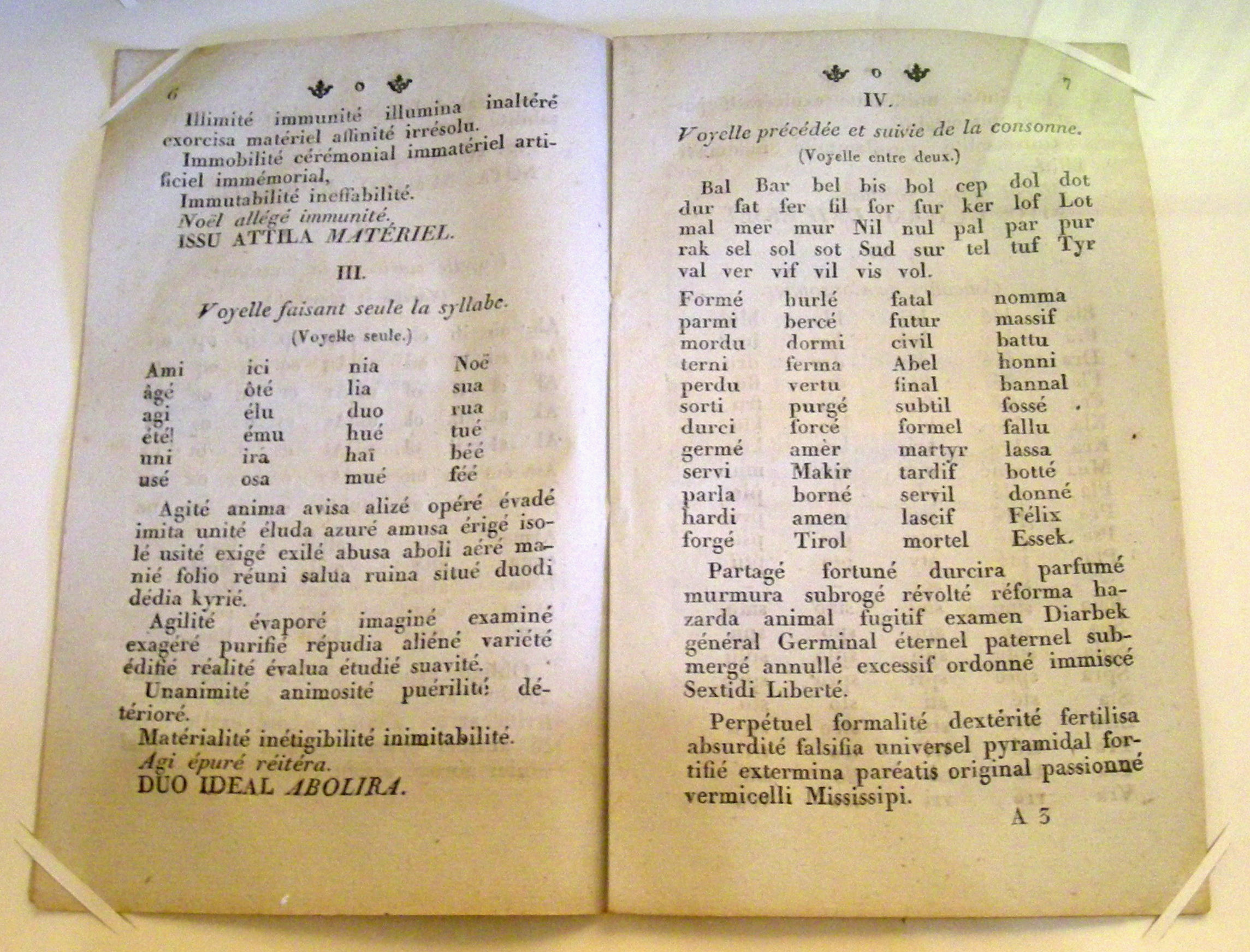
Extrait de lAlphabet méthodique, p. 6-7.

### Ordre des leçons
Il présente pour finir les voyelles en isolant de la même manière la difficulté du i et du y (appelé « i grec » ayant, de même que le w, plusieurs sons). Par ce moyen il anticipe les difficultés à venir, les débusquant afin de mieux aider ses élèves à les vaincre.
Stuber présente les premiers sons (à chanter) sur deux colonnes. Dans un premier temps, il fait sonner toutes les voyelles naturelles (a é i o u) puis une à la suite de l'autre déclinée par une série (Ba, da, fa, ha, ka... Bé cé ; Bi, ci etc.). Il montre l'exemple une fois. 
Dans la 2e leçon, il ne le fera plus, le principe étant intégré. Il offre la possibilité d'une redécouverte de la caisse de résonance se camouflant derrière les visages[style à revoir]. L'élève n'a pas à se questionner, sons et graphèmes[style à revoir] peuvent être mis en bouche, la correspondance est limpide. L'accentuation (é, â, ô) est de suite abordée et sera suivie d'exemples concrets, de même pour les majuscules des noms propres (Sara, Salomé) ou en début de phrases. La construction horizontale et verticale esquissée lors de la découverte des lettres est reproduite là aussi. Regarder de haut en bas, de droite à gauche, devant, derrière, ne le faisons-nous pas tous les jours ?! Des zones différentes du cerveau sont sollicitées. Stuber semble en avance sur son temps. L'apprenti lecteur peut s'approprier le texte dans l'ordre qu'il veut, jouer avec les sonorités de mots qui ne sont pas hiérarchisés mais qui peuvent aussi déjà prendre du sens lorsqu'il les a déjà entendus dans son environnement. 
La lecture est organisée du simple au complexe : d'abord les syllabes, puis assemblement de ces syllabes formant des mots respectivement de deux syllabes puis trois, quatre, cinq et même six.
Le mot est présenté tel qu'il serait écrit dans un livre (les syllabes ne sont pas soulignées/séparées de nouveau). Stuber souhaite que les mots soient épelés, afin que la mémorisation (de l'orthographe) du mot puisse aussi se faire ( bâti et non bâti) etc. En fin de leçon, quelques mots en italique ou majuscule. 

### Le lexique
Dès la première leçon, le lexique est large et diversifié : béni, pavé, zéro, hâlé, délogé, punira, rumina, voracité, régénéré, délibéra, municipalité… Le lexique de l’Alphabet Méthodique s'élève à environ 5200 mots (d'au moins deux syllabes), sans compter les mots outils et l'érudition de beaucoup d'entre eux (allongeassent, satyrisé, collatéral, étymologies, Lacédémoniens, employassiez, etc.), il ne peut être comparé avec un vocabulaire pensé pour des débutants en langue. 
À titre de comparaison et d'exemple :
« La plupart des Français utilisent moins de 5000 mots, selon des linguistes et lexicologues (chiffres donnés par Jean Pruvost), les comptages donneraient : environ 3000 mots de base correspondants au Dictionnaire fondamental du français. (…) Les professeurs de langue étrangère disent qu'avec trois cents mots on peut se débrouiller dans la vie de tous les jours (sur un plan strictement pratique, bien entendu) (…) Un collégien de 6e disposerait de 6000 mots (y compris listes fermées et mots outils) tandis que le vocabulaire du public cultivé irait jusqu'à 50 000 mots. (En suivant cette échelle, on va des mots très polysémiques (les 1500 / 3000), comme cœur, feu, passion... aux plus monosémiques (les 50 000) ). (…) Maupassant possédait un vocabulaire (évalué dans tout son corpus par un collègue) compris dans une fourchette allant de 12 000 à 15 000 mots. » 

### Prononciations de phonèmes plus complexes
La seconde partie qui traite de ce qu'il appelle la « prononciation artificielle » qu'il présente ainsi :
« Ici se trouvent les premières prononciations artificielles, mais dont la plupart sont si propres à l'organe français, que l'on pourrait encore les nommer naturelles dans ce sens, comme les n nasales, les l mouillées, les h muettes, &c. Le chapitre des diphtongues est tout naturel ; la difficulté de prononcer deux voyelles jointes, l'a fait réserver jusqu'ici. Celui du j consonne deviendra naturel, par le nom de ji (prononcé comme j'y viens, j'y cours) dont on pourra se servir en épellant. La prononciation dure des lettres c & g, n'est pas précisément de l'organe français; mais elle est d'un usage si fréquent, qu'on ne pouvoit guère différer d'en faire mention. » 
L'organisation reste identique : tout d'abord descriptif de ce qui va être étudié ; autant il incorpore ce qui a déjà été vu, autant lorsqu'il présente quelque prononciation nouvelle, il n'aborde que celle-ci. Puis directement une liste de mots illustrant la leçon classés par nombre de syllabes croissant, puis un rappel dans les typographies italique et majuscule, annonçant visuellement la fin de la leçon :
« Chaque chapitre du livret propose une sorte de prononciation. Tous les termes la présentent et ne présentent que celle-là, avec les prononciations déjà connues des chapitres précédents. Par ce moyen l'attention se fixe sur un seul objet, dont la répétition fréquente ne peut manquer de produire son effet, même sans application de la part de l'écolier. Le nombre des prononciations ne peut l'embarrasser ni distraire, puisqu'elles ne se présentent pas en foule, ni confusément mêlées, comme dans tout autre livre, mais successivement ; chacune se gravant dans son esprit, et lui devenant habituelle, avant qu'il s'occupe de l'autre. »
Ainsi les connexions se font grâce à des allers-retours incessants entre la partition (œil sollicité) et le son produit (épellation, puis articulation ou chant des mots), chacune de ces opérations permettant une mémorisation optimale.
Après 16 leçons seulement, et en 20 pages de petit format, Stuber estime que les « commençants » ont vu ce qui leur est nécessaire. Stuber propose alors aux élèves 31 leçons supplémentaires  leur permettant d'approfondir leurs connaissances. Cette troisième partie peut être associée à l'« analyse supérieure » (grammaire) rapportée par J.W. Baum qui, reprenant un écrit de son auteur, nous apprend que l'hiver 1766/67 il a :
(…) « ouvert une école fréquentée par quelque trente hommes mariés et d'autres hommes adultes de Waldersbach, Belmont et Bellefosse. Je leur y enseigne l'écriture, l'orthographe et l'analyse supérieure de mon invention. » 
Ainsi les débutants apprendraient, dans un premier temps, seulement à lire. Puis ceux qui en auraient le temps, ou en ressentiraient le besoin, passeraient progressivement à l'écrit.
Il en résulte que l'outil créé pour tous n'est pas uniquement une méthode de lecture, mais aussi d'écriture, ce qui pour l'époque est particulièrement singulier et rare, puisque les deux apprentissages ne sont pas, au XVIIIe siècle, simultanés.
L'organisation du texte dans la page ressemble maintenant beaucoup à celle d'un livre, seule subsiste la division en paragraphes avec alinéas, et les mots sont toujours classés par nombre de syllabes croissant. L’œil se familiarise avec une mise en page plus dense, ce qui aidera l'élève le jour où il prendra un autre livre pour la première fois. Certaines leçons sont aussi plus courtes, tout dépend de la fréquence d'apparition de la difficulté étudiée dans la langue, par exemple la leçon 17 où sont étudiées les « voyelles perdues ». Il semble qu'aucune difficulté n'ait été occultée et qu'effectivement l'enseignant structure maintenant son cours d'une toute autre façon : épellation, écriture, grammaire, conjugaison, orthographe, les mots fournis ouvrent à explorations linguistiques beaucoup plus subtiles. Aux leçons 4 et 8 par exemple, parmi les mots fournis en exemple se trouvent des verbes conjugués à l'imparfait du subjonctif, au conditionnel présent. Une fois la conjugaison d'un verbe apprise, n'est-il pas relativement simple d'y adjoindre le sujet ? Stuber semble ainsi tenir compte de l'oralité, de l'intuition innée de savoir déjà, les enfants, et surtout les adultes, s'expriment au quotidien : ils savent déjà des choses, Stuber part de ces savoirs et semble avoir organisé ses cours pour qu'ils augmentent progressivement. 

### Image
La seule image présente sur le petit livret de J.G. Stuber est celle de la couverture : dans un encadré stylisé fleuri un jeune homme regardant le lecteur est assis devant une table, une plume à la main ; il a écrit quelques mots sur la feuille posée devant lui. Se trouve ainsi peut-être confirmée, de façon délicate, l'hypothèse préalablement posée du double apprentissage simultané de la lecture et de l'écriture, quoique le titre ne laisse supposer que le premier terme, plus fréquent à l'époque pour la population à laquelle il s'adresse. Il est assez fréquent qu'une image orne les pages de titre des méthodes de lecture ou d'autres ouvrages didactiques. Ces images fournissent « un mode d'emploi du livre, peuvent prescrire, représenter et symboliser les usages de l'abécédaire » 